# Maria Iúdina
Maria Veniamínovna Iúdina (rus: Мари́я Вениами́новна Ю́дина, Nével, 9 de setembre de 1899 – Moscou, 19 de novembre de 1970) fou una pianista russa.

## Educació i vida primerenca
Iúdina Va néixer en una família jueva de Nével, Vitebsk, Rússia. Va estudiar al conservatori de Sant Petersburg amb Anna Iéssipova i Leonid Nikolàiev. També va rebre lliçons de Féliks Blumenfeld. Entre els seus companys de classe hi havia Dmitri Xostakovitx i Vladímir Sofronitski.

## Carrera
Després de graduar-se al conservatori de Sant Petersburg, Iúdina va ser convidada a exercir-hi la docència, feina que va desenvolupar fins a 1930, moment en el qual fou despatxada a causa de les seves fortes conviccions religioses i la crítica oberta al règim soviètic, en aquest temps de docència va tenir alumnes com la que després seria gran pianista i professora Anna Artobolévskaia i a Borís Aràpov després compositor. Després de dos anys de dificultats, va entrar a ensenyar piano al conservatori de Tbilisi (1932–1933). El 1936, gràcies a una recomanació de Heinrich Neuhaus, Maria Iúdina va entrar a treballar com a professora de piano al Conservatori de Moscou, on va exercir la docència fins a l'any 1951. Entre 1944 i 1960, Iúdina es va incorporar també com a professora al Gnessin Institut, d'on va ser expulsada el 1960, de nou a causa de les seves actituds religioses, i també per la seva defensa de la música moderna occidental. Va continuar tocant en públic, però els seus recitals estaven prohibits d'enregistrar. A causa d'un incident durant un dels seus recitals a Leningrad, en el qual va llegir una poesia de Borís Pasternak com si fos una partitura, se li va prohibir d'actuar durant cinc anys. 

Sembla que Iúdina va ser la pianista preferida de Stalin. Segons una coneguda història, no documentada, una nit de 1944, Stalin va sentir a la ràdio una interpretació de Iúdina del concert per a Piano num. 23 de Mozart i li va agradar tant que en va demanar una còpia. Però la retransmissió era en directe i no s'havia enregistrat. La por a la reacció del dictador va portar a convocar de nou Iúdina i tota l'orquestra als estudis de la ràdio per a enregistrar el concert i fer-ne arribar un disc a Stalin. Malgrat l'admiració de Stalin, Iúdina va mantenir sempre una actitud totalment crítica amb el règim soviètic. Va rebre el  Premi Stalin i va donar la remuneració a l'Església ortodoxa per a "oracions perpètues pels pecats de Stalin ". 
L'estil interpretaitu de Iúdina es caracteritzava per un gran virtuosisme, espiritualitat, força i rigor intel·lectual. Sviatoslav Richter va dir de la seva manera de tocar:

| « | Tenia un talent immens i va ser una apassionada defensora de la música del seu temps: va tocar Stravinski, a qui adorava, Hindemith, Krenek i Bartók en el moment que aquests compositors no només eren desconeguts a la Unió Soviètica sino fins i tot prohibits. I quan interpretava música Romàntica, era impressionant – exceptuant que no tocava el que hi havia escrit. el seu Weinen und Klagen de Liszt era fenomenal, però la sonata en si bemoll major de Schubert, tot i considerada com una interpretació, era el contrari exacte del que havia d'haver estat, i recordo una actuació on el Segon Nocturn de Chopin era tan heroic que no sonava com un piano sino com una trompeta. Ja no escoltava Schubert o Chopin, escoltava Iúdina. | » |